# Guyot

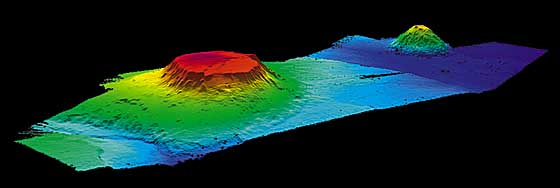
3D-framställning av guyoterna Bear Seamount (i förgrunden) och Physalia Seamount (i bakgrunden) i nordvästra Atlanten.

En guyot är en vulkankägla som tidigare stuckit upp ur havet och vars topp blivit platt av erosionen vid havsytan, innan den senare hamnat på större djup (som ett djuphavsberg).
Den förste som beskrev guyoter var geologiprofessorn Harry Hess, som 1945, under andra världskriget, upptäckte sådana formationer i Stilla havet när han lät sitt fartygs ekolod gå kontinuerligt. Han kallade dem guyoter efter grundaren av geologiinstitutionen vid Princetonuniversitetet, Arnold Henry Guyot (1807–1884).
Guyoterna gav en ledtråd till oceanbottenspridningen, som Harry Hess var den förste att beskriva 1962, då dess toppar återfinns på större djup ju längre bort de befinner sig från en mittoceanisk rygg.